# Канал 0 (Бургас)
„Канал 0“ е регионална  телевизия в  Бургас, част от RN Mediagroup (Regional Network). Създател и собственик е Георги Стоянов-Геро. Първата бургаска телевизия започва предаване на 2 февруари 1993 г. по кабел. На 31 декември 1994 г. в 23:55 ч. е излъчена първата емисия новини с водещ Катерина Пеева. 
От септември 1996 г. програмата на „Канал 0“ се излъчва и ефирно на 52-ри канал в дециметровия обхват (UHF). От септември 2005 г. ефирното излъчване е на 28-ми канал UHF от предавател на покрива на Интерхотел „България“ с мощност 100 вата. От 15 ноември 2012 г. телевизията се излъчва само в кабелната мрежа на RN-TV.
От 2024г.  „Канал 0“ е достъпен свободно (FTA) и на сателит чрез "България Сат Едно" на честота
Frequency: 12169 ; Polarisation: "V" ; SR: 30000 ; Fec: 2/3
Както и онлайн на адрес: http://www.rn-tv.com/k0/stream.m3u8 Архив на оригинала от 2019-10-19 в Wayback Machine.
Бургас 8000, ул. „Одрин“ 15, ет. 2
		тел. +359 56 800740, +359 56 810215
		тел./факс +359 56 810273
		електронна поща: kanal0@rn-tv.com
		уеб-сайт: http://www.rn-tv.com